# Zuiderzeewet
Aux Pays-Bas, le Zuiderzeewet (littéralement loi sur le Zuiderzee) est une loi-cadre de 1918, prévoyant que le Zuiderzee au nom de l'État soit fermé par un barrage allant de l'Amsteldiep en passant par l'île de Wieringen et allant à la côte frisonne au nord de Piaam et que des portions du golfe soient asséchées. Plus tard, le gouvernement devrait décider quels secteurs seraient conquis sur la mer et dans quel ordre.

## Préparation
En 1886, l'Association Zuiderzee est créée, son but est de préparer un plan de réhabilitation du Zuiderzee en partie ou en totalité. Ce plan serait ensuite présenté au gouvernent.
Avec l'inondation catastrophique de 1916, il devint évident qu'il fallait faire quelque chose. Les vaches du Waterland amenées à Amsterdam ont convaincu non seulement la population, mais aussi la bourse. De plus il était nécessaire d'avoir de nouvelles terres agricoles.
Le 21 mars 1918, la loi sur le Zuiderzee est adoptée par la chambre des représentants. Après que le Sénat l'ait également approuvé le 13 juin 1918, elle fut proclamée dans le Staatsblad le 14 juin 1918.

## Opposition
Le ministre des Finances Van Gijn demeure sceptique en raison des taux d'intérêt élevés qu'il s'attend à trouver pour la construction du barrage et la valorisation du Zuiderzee, mais Vissering - président de la banque des Pays-Bas - et président de l'Association Zuiderzee le contredit. Pour préparer et soutenir la mise en œuvre du projet, le Conseil est créé, avec Lely Vissering en tant que président et en tant que membre et ensuite comme vice-président.
Une certaine résistance se manifeste pour d'autres raisons ; les pêcheurs craignant pour leur travail et la reine Wilhelmina, craignant que les barrages et la valorisation du Zuiderzee n'affectent la nouvelle ligne d'eau de Hollande, consistant à inonder une partie des terres, ne soit pas suffisamment rapide en cas de risque de guerre.
L'importance de la sécurité et de l'agriculture l'emportent sur les objections.

## Exécution
Les travaux du Zuiderzee ont commencé après une longue période de préparation, la construction en 1926 du Pilote Polder Andijk qui a servi à étudier les possibilités de développement de terres agricoles dans l'ancien Zuiderzee. Un an plus tard a commencé la construction du barrage du premier vrai polder le Wieringermeer.
Travaux réalisés:
- Polder pilote Andijk essai (1927 - 40 ha )
- Wieringermeer (1930 - 20 000 ha)
- Noordoostpolder (1942 - 48 000 ha)
- Flevoland de l'Est (1957 - 54 000 ha)
- Flevoland du Sud (1968 - 43 000 ha)
- Markerwaard (1976 digues ébauchées mais jamais complétées, polder jamais asséché)